# Castell de Pelacalç
El castell de Pelacalç és un edifici de Ventalló (Alt Empordà) declarat bé cultural d'interès nacional. Els minços vestigis del castell de Pelacalç es troben en el poblet del mateix nom, situat al sector oriental del municipi de Ventalló.

## Història
El castell de Pelacalç ja existia al començament del segle xiv. Tanmateix, anteriorment apareix, en una venda datada l'any 1227, un tal Ramon de «Palacals». L'any 1312, Poncet de Caramany, senyor del castell per casament amb la filla d'Agnès de Pelacalç, prestà homenatge al comte d'Empúries. El «castro de Palazallis» és esmentat el 1316 com un dels llocs on el comte Malgaulí redimí l'impost del bovatge.
L'any 1410, els Caramany eren els senyors de Ventalló, les Olives i Pelacalç. El 1442, consta que la senyoria d'una propietat del terme del castell pertanyia «pro indiviso» als Caramany i als senyors de Sant Feliu de la Garriga. Al segle xvi, el lloc i el castell de Pelacalç passaren a mans dels Margarit pel casament de Pere de Margarit amb Jerònima de Gallart, hereva de Sant Feliu de la Garriga, Pelacalç i altres llocs de la rodalia.
L'any 1640, durant la guerra dels Segadors les tropes de Felip IV de Castella cremaren i arrasaren el castell i l'església de Pelacalç, com a represàlia contra Josep Margarit i de Biure cap de les milícies catalanes i governador de Catalunya. Sembla que a principis del segle xvii, el castell o alguna part encara existia. És probable que el topònim castell de Pelacalç es referís al veïnat i que ja no hi hagués una veritable fortalesa. La majoria de masies pertanyen a finals del segle xvi i el segle xvii i es drecen sobre romanalles del castell en diferents punts. L'església fou construïda l'any 1598 utilitzant materials del castell.

## Descripció
Es tracta de les restes del castell, distribuïdes en les diverses construccions que conformen el poble actualment i també a la capella de l'Assumpta. A la part central del poble, al pati posterior de la casa coneguda com a can Xuies, en una dependència annexa, hi ha un mur d'uns 12 m de llargada per uns 2 m d'alçada, orientat a l'actual carrer d'en Picó el qual porta una orientació est-oest. Està bastit amb grans carreus de pedra ben desbastats, disposats formant filades perfectament regulars. A la banda de llevant forma una petita cantonada amb un altre fragment de mur, amb les mateixes característiques constructives que el primer tram. Actualment, el tram petit queda inclòs dins d'un pati i està cobert d'heura. Aquest fet provocà que no es pogués constatar la pervivència de l'arrencament d'una volta que ja havia estat documentada i que podria pertànyer a un portal de la fortalesa.
A l'extrem sud-est del poble, integrat en una construcció situada prop de can Maiol o Mallol, es conserva també un tram de mur d'uns 3 m de llargada per 2 m d'amplada, bastit també amb carreus ben escairats disposats en filades regulars. La particularitat d'aquest tram són les dues espitlleres situades al parament de tramuntana.
HI ha altres possibles restes del castell menys evidents. A l'interior de can Costal, casa situada a l'est del poblet, hi ha una estança rectangular coberta amb volta de canó i murs molt gruixuts que anomenen «la presó» i que la tradició popular atribueix al castell. Alguns llenços d'altres casals, fets amb carreus ben escairats podrien ser restes de la fortalesa que romanen «in situ» o que han sigut reutilitzats. Als paraments de la capella s'h veuen carreus, algunes mènsules i pedres cilíndriques que amb tota seguretat són materials de reaprofitament.
Pel tipus d'aparell, la datació dels vestigis podria ser dels segles XII-XIII.